# Шешонк V
Шешонк V — давньоєгипетський фараон з XXII династії, який правив у Нижньому Єгипті.

## Життєпис
Був сином Памі.
Найбільш пізньою згадкою про Шешонка V є анонімна стела, створена на 38-му році його правління берберським правителем Тефнахтом Саїським у Буто.
Шешонк V помер близько 740 року до н. е. Після його смерті XXII династія Дельти Нілу фактично розпалась на численні міста-держави під контролем місцевих царьків, таких як Тефнахт у Саїсі й Буто, Осоркон IV у Бубастісі й Танісі, та Іупут II у Леонтополісі.